# جيف فينلي
جيف فينلي هو لاعب هوكي الجليد كندي، ولد في 14 أبريل 1967 في إدمونتون في كندا.

## وصلات خارجية
- جيف فينلي على موقع دوري الهوكي الوطني (الإنجليزية)
- جيف فينلي على موقع EliteProspects.com (الإنجليزية)
- جيف فينلي على موقع HockeyDB.com (الإنجليزية)
- جيف فينلي على موقع Hockey-Reference.com (الإنجليزية)